# The Ballad of the Green Berets
The Ballad of the Green Berets ist ein 1966 veröffentlichtes Lied über die Green Berets, eine Spezialeinheit der US-amerikanischen Armee. Geschrieben wurde es von Robin Moore, gesungen von Barry Sadler. In den USA erreichte das Lied den ersten Platz der Billboard Hot 100 Charts sowie den ersten Platz in den Popcharts und den zweiten Platz in den Countrycharts.
Es war die meistverkaufte Single des Jahres 1966 in den USA.

## Andere Fassungen
Das Lied war in der deutschen Version als Hundert Mann und ein Befehl mit dem Text von Ernst Bader und in der von Freddy Quinn gesungenen Version ein Nummer-eins-Hit in Deutschland. Eine von Heidi Brühl gesungene Version erreichte Platz 8 in den deutschen Charts.
Der deutsche Text ist aus der Sicht des Soldaten geschrieben und stellt den Sinn des Kriegs in Frage, während der englische Text eine Hymne auf die Spezialeinheit darstellt. Heidi Brühl singt den deutschen Text leicht verändert aus der Sicht eines Mädchens, das auf seinen Freund wartet. Das Lied wurde in dem Film Die grünen Teufel als Titelmusik verwendet.
Eine deutsche Version des Liedes findet sich auf dem Album Wer hat an der Uhr gedreht...? (1994) von den Abstürzenden Brieftauben.
Die schwedische Version Balladen Om Den Blå Baskern, geschrieben von Lasse Berghagen und gesungen von Anita Lindblom (1966), beschreibt den gefährlichen Dienst eines schwedischen Blauhelmsoldaten auf Friedensmission in einem Bürgerkriegsland.